# Локомотив (футбольный клуб, Мездра)
«Локомотив» — ныне несуществующий болгарский футбольный клуб из города Мездра.

## История
Первое упоминание о клубе датировано 1929 годом. Первое название клуба было «Левски» в честь национального героя Болгарии Василя Левски. На следующий год после образования клуба он был переименован в «Тича». С 1932 года «Тича» участвует в болгарском первенстве по футболу. В 1945 году клуб принимает новое название «Локомотив», которое сохранится до 1957 года. В сезоне 1945/46 годов «Локомотив» дошёл до 1/8 финала кубка Болгарии. С 1957 по 1963 год клуб назывался «Динко Петров». Затем до 1973 года команда носила название «Локомотив». В 1973—1978 годах клуб назывался «ЖСК-Металург», после чего команде было вновь возвращено название «Локомотив». В сезонах 1993/94 и 2002/03 в розыгрыше кубка Болгарии клуб достигал стадии 1/16-финала.
В 2007 году «Локомотив» выиграл второй дивизион чемпионата Болгарии с отрывом от преследователей в 10 очков и впервые за годы своего получил право сыграть в высшей лиге болгарского первенства. В первом сезоне железнодорожники выступили весьма успешно, обосновавшись по итогам первенства на восьмом месте. А вот по итогам следующего розыгрыша «Локомотив» занял 14 место и покинул высший дивизион. В 2012 году клуб был расформирован.